# 小米11青春版
小米11青春版（Mi 11 Youth）是小米集团于北京时间2021年3月29日21时许在中国北京小米科技园发布的一款智能手机，隶属于小米11系列，是小米数字系列旗下以青春版为后缀的第六代机型。同年12月9日，小米另行追加了小米11青春版的骁龙778G平台版本，命名为小米11青春活力版。
小米11 Lite 5G（Mi 11 Lite 5G）是小米11青春版的国际市场版本；小米11 Lite 5G NE（Mi 11 Lite 5G NE）和小米11 Lite NE（Mi 11 Lite NE）分别是小米11青春活力版的国际市场及印度市场版本。

## 硬件

### 基础规格
小米11青春版正面采用了一块6.55英寸（对角线）20:9比例的柔性AMOLED显示屏，前置相机位于屏幕左上角，为屏幕打孔式布置。手机正面及背面为平直设计，背部左上角设置三枚摄像头和一枚LED补光灯，大体呈圆角矩形排列，与小米11及小米11 Pro的设计类似。后盖采用AG工艺的玻璃材质，边框则采用了抛光浸染工艺的聚碳酸酯塑料。性能方面则搭载了高通骁龙780G SOC、LPDDR4x规格的RAM以及UFS2.2双通道标准的闪存存储。

### 外观配色
小米11青春版提供6款配色，同前代小米10青春版，均以奶茶风格的名称命名，分别为清甜荔枝（磨砂白）、清凉薄荷（薄荷紫）、夏日柠檬（柠檬黄）、奇异果香（青绿色）、樱花蜜粉（浅粉色）以及冰峰黑提（磨砂黑）。其中8GB RAM/128GB ROM版本不提供柠檬黄配色，青绿色配色则由于工艺问题，取消了上市计划；小米11青春活力版提供4款配色，保留了小米11青春版的樱花蜜粉、冰峰黑提、清凉薄荷三款配色，并将清甜荔枝配色的后盖工艺由磨砂质感替换为雪花质感，更名为“晴光白雪”。
技术规格
| 参数及功能项\机型       | 参数及功能项\机型       | 小米11青春版 | 小米11青春活力版                                                                                     |
| ----------------------- | ----------------------- | --- | --- |
| 其他名称/适用国家及地区 | 其他名称/适用国家及地区 | Mi 11 Lite 5G（国际） | Mi 11 Lite 5G NE（国际） Mi 11 Lite NE（印度）                                                       |
| 尺寸（长/宽/厚，mm）    | 尺寸（长/宽/厚，mm）    | 160.53×75.72×6.81 | 160.53×75.72×6.81                                                                                    |
| 重量（g）               | 重量（g）               | 159 | 157                                                                                                  |
| 屏幕                    | 屏幕                    | 6.55英寸 20:9比例 2400×1080 OLED屏幕（华星光电/天马微电子制） 支持90Hz屏幕刷新率/240Hz三指触控采样率                      | 6.55英寸 20:9比例 2400×1080 OLED屏幕（华星光电/天马微电子制） 支持90Hz屏幕刷新率/240Hz三指触控采样率 |
| 前置摄像头              | 前置摄像头              | 2000万像素（三星S5K3T2） 正上方屏幕内挖孔布置                                                                             | 2000万像素（三星S5K3T2） 正上方屏幕内挖孔布置                                                        |
| 后置摄像模组            | 主摄                    | 6400万像素（三星S5KGW3） 1/2英寸 单像素0.7μm f/1.79                                                                       | 6400万像素（三星S5KGW3） 1/2英寸 单像素0.7μm f/1.79                                                  |
| 后置摄像模组            | 广角                    | 800万像素（索尼IMX355） 广角值119° f/2.2                                                                                  | 800万像素（索尼IMX355） 广角值119° f/2.2                                                             |
| 后置摄像模组            | 微距                    | 500万像素（三星S5K5E9）等效50mm长焦微距                                                                                   | 500万像素（三星S5K5E9）等效50mm长焦微距                                                              |
| 芯片平台                | 芯片平台                | 高通骁龙780G （SM7350-AB）                                                                                                | 高通骁龙778G （SM7325）                                                                              |
| 支持网络                | 支持网络                | GSM/WCDMA/TDD/FDD/5G NR（SA/NSA）                                                                                         | GSM/WCDMA/TDD/FDD/5G NR（SA/NSA）                                                                    |
| 运行内存（RAM）         | 运行内存（RAM）         | 8GB LPDDR4x 2133MHz | 8GB LPDDR4x 2133MHz                                                                                  |
| 闪存存储（ROM）         | 闪存存储（ROM）         | 128/256GB UFS2.2 | 128/256GB UFS2.2                                                                                     |
| 记忆卡扩展              | 记忆卡扩展              | 不支持 | 不支持                                                                                               |
| 充电功率                | 充电功率                | 包装附带最高充电功率为33W的电源适配器 支持最高33W的直流电输入（11V 3A MAX）                                               | 包装附带最高充电功率为33W的电源适配器 支持最高33W的直流电输入（11V 3A MAX）                          |
| 电池容量（mAh,typ）     | 电池容量（mAh,typ）     | 4250 | 4250                                                                                                 |
| 多功能NFC               | 多功能NFC               | 支持 | 支持                                                                                                 |
| 声响                    | 声响                    | 支持USB Type-C接口的音频输出输入设备 立体声双扬声器（非对称）                                                             | 支持USB Type-C接口的音频输出输入设备 立体声双扬声器（非对称）                                        |
| 数据传输                | 数据传输                | Wi-Fi 6蓝牙5.2 Wi-Fi 802.11a/b/g/n/ac/ax USB Type-C                                                                       | Wi-Fi 6蓝牙5.2 Wi-Fi 802.11a/b/g/n/ac/ax USB Type-C                                                  |
| 红外遥控                | 红外遥控                | 支持 | 支持                                                                                                 |
| 安全识别方式            | 安全识别方式            | 2D人脸识别+电源键指纹识别                                                                                                 | 2D人脸识别+电源键指纹识别                                                                            |
| 机身材质                | 机身材质                | 聚碳酸酯塑料外边框 康宁玻璃后盖                                                                                           | 聚碳酸酯塑料外边框 康宁玻璃后盖                                                                      |
| 支持配色                | 支持配色                | 清甜荔枝（磨砂白） 清凉薄荷（薄荷紫） 夏日柠檬（柠檬黄） 奇异果香（青绿色，未上市） 樱花蜜粉（浅粉色） 冰峰黑提（磨砂黑） | 晴光白雪（雪感白） 清凉薄荷（薄荷紫） 樱花蜜粉（浅粉色） 冰峰黑提（磨砂黑）                          |

## 发售及价格
小米11青春版提供8GB RAM/128GB ROM以及8GB RAM/256GB ROM两种存储组合可选，零售价分别为2299元和2599元人民币。全部版本可在北京时间2021年3月29日21时30分提供预付定金为100元的预定，2021年4月16日0时可支付尾款；全部版本在北京时间2021年4月16日10时正式开启销售。

## 争议

### 屏幕混用事件
小米11青春版上市后，陆续有部分用户反应其买到的手机与店内展示机相比，屏幕偏糊且字体发虚。为此有视频博主持放大镜将小米之家摆放的店内展示机与零售机进行对比，质疑两者并非同一厂家供应的屏幕。小米客服回应称，小米11青春版的屏幕由华星光电和天马微电子共同供货，由于二者采用的屏幕子像素排列不同，可能导致屏幕观感略有差异。部分消费者认为，小米11青春版混用不同精细度屏幕的行为侵犯了用户的知情权，并称这一行为涉嫌欺诈。